# Ctenus flavidus
Ctenus flavidus är en spindelart som beskrevs av Henry Roughton Hogg 1922. Ctenus flavidus ingår i släktet Ctenus och familjen Ctenidae.
Artens utbredningsområde är Vietnam. Inga underarter finns listade i Catalogue of Life.